# Karang Entang
Karang Entang is een bestuurslaag in het regentschap Bangkalan van de provincie Oost-Java, Indonesië. Karang Entang telt 1134 inwoners (volkstelling 2010).